# 87 f.Kr.
| 87 f.Kr.           |
| ------------------ |
| Dødsfald - Fødsler |

## Begivenheder
- Gaius Marius og Lucius Cornelius Cinna tager magten i Rom
- Halleys komet

## Dødsfald
- Han Wudi, kinesisk kejser